# Thankful (Natalie Cole)
| Recensione              | Giudizio |
| ----------------------- | -------- |
| AllMusic                | [ 2 ]    |
| Dizionario del Pop-Rock | [ 3 ]    |

Thankful è un album discografico della cantante statunitense di genere soul e rhythm and blues Natalie Cole, pubblicato dalla casa discografica Capitol Records nel novembre del 1977.

## Tracce

### LP
Lato A (SW 1-11708)
1. Lovers – 3:47 (Chuck Jackson, Marvin Yancy)
2. Our Love – 5:22 (Chuck Jackson, Marvin Yancy)
3. La Costa – 3:50 (Natalie Cole, Linda Williams)
4. Nothing Stronger Than Love – 4:54 (Chuck Jackson, Marvin Yancy)

Lato B (SW 2-11708)
1. Be Thankful – 3:49 (Chuck Jackson, Marvin Yancy)
2. Just Can't Stay Away – 5:23 (Chuck Jackson, Marvin Yancy)
3. Annie Mae – 4:00 (Natalie Cole)
4. Keeping a Light – 4:06 (Natalie Cole)

## Formazione
- Natalie Cole - voce, basso
- Linda Williams - tastiera, pianoforte, Fender Rhodes
- Sonny Burke - organo Hammond
- Criss Johnson - chitarra
- Marvin Yancy - pianoforte, organo Hammond, clavinet
- Donnell Hagan - batteria
- Michael Boddicker - sintetizzatore
- Lee Ritenour - chitarra
- James Gadson - batteria
- Ray Parker Jr. - chitarra
- Teddy Sparks - batteria
- Larry Ball - basso
- Paul Humphrey - batteria
- Alan Estes - percussioni
- Gene Barge - sax alto (nel brano: Just Can't Stay Away)
- The Colettes, The N Sisters - cori (eccetto brano: Just Can't Stay Away)
- Yasmine (Sissy) Peoples, Anita Anderson (a.k.a. Sweet Peaches e Little Bit) - cori (nel brano: Just Can't Stay Away)

Note aggiuntive
- Charles Jackson e Marvin Yancy - produttori (per la Jay's Enterprises Inc.)
- Gene Barge - co-produttore (solo nel brano: Be Thankful)
- Larkin Arnold - produttore esecutivo
- Registrato al A.B.C. Recording Studios di Los Angeles, California
- Chuck Jackson, Marvin Yancy e Barney Perkins - ingegneri delle registrazioni
- Zollie Johnson e Lester Smith - assistenti ingegneri delle registrazioni
- Mixaggio di Chuck Jackson, Marvin Yancy e Barney Perkins
- Dean Rod - assistente ingegneri del mixaggio
- Remixaggio effettuato al Westlake Audio di Los Angeles, California
- Mastering effettuato da Barney Perkins e John Golden al Kendun Studios
- Gene Barge e Richard Evans - arrangiamenti
- Kevin Hunter - personal management
- Roy Kohara - art direction
- Craig Nelson - illustrazione copertina album originale[5]

## Classifica
Album
| Anno | Classifica             | Posizione raggiunta |
| ---- | ---------------------- | ------------------- |
| 1978 | Billboard 200          | 16                  |
| 1978 | Top R&B/Hip-Hop Albums | 5                   |

Singoli
| Anno | Titolo del brano | Classifica            | Posizione raggiunta |
| ---- | ---------------- | --------------------- | ------------------- |
| 1978 | Our Love         | Billboard Hot 100     | 10                  |
| 1978 | Our Love         | Adult Contemporary    | 33                  |
| 1978 | Our Love         | Hot R&B/Hip-Hop Songs | 1                   |